# Florian Weber (Politiker, 1963)
Florian Weber (* 10. November 1963 in Bad Aibling) ist ein deutscher Politiker. Er war von 2007 bis 2024 Vorsitzender der Bayernpartei.

## Leben
Weber ist verheiratet und Geschäftsführer eines Unternehmens, das in der medizinischen Weiterbildung angesiedelt ist.

## Politischer Werdegang
Weber wurde auf einem Parteitag in Regensburg 2007 einstimmig zum Parteivorsitzenden der Bayernpartei gewählt und seither alle zwei Jahre wiedergewählt.
Bei den Landtagswahlen 2008 und 2013 trat er im Stimmkreis Rosenheim-West (Wahlkreis Oberbayern) an. Er kam dort 2013 auf 5,0 % der Erststimmen. Von 2013 bis 2023 war Weber BP-Bezirksrat im Bezirk Oberbayern.
2018 kandidierte er im Stimmkreis Rosenheim-Ost für den Bezirkstag, ebenfalls bei den Bayerischen Landtagswahlen 2018 und 2023 als Direktkandidat für Rosenheim-West.
Seit 2014 ist er Stadtrat für seine Partei in Bad Aibling, als solcher im Haupt-, Bau- und Werksausschuss tätig.
Nach der Wahlniederlage der BP bei den Landtagswahlen 2023 kandidierte er im Oktober 2024 nicht mehr zum Parteivorsitz und wurde daraufhin zum Ehrenvorsitzenden gewählt.

## Politische Standpunkte
Weber tritt politisch insbesondere ein für:
- regionale Wirtschaftsförderung
- Förderung von regionaler Kultur und Brauchtum
- Stärkung regionaltypischer Architektur

Weitere allgemeine politische Forderungen Webers sind:
- umfassende Neustrukturierung der Euro-Politik der EZB, insbesondere zur Vermeidung der schleichenden Enteignung der Sparer
- langfristig die Eigenstaatlichkeit Bayerns innerhalb eines gemeinsamen Europas
- Stärkung von Föderalismus und Subsidiaritätsprinzip